# Senapssläktet
Senapssläktet (Sinapis)  är ett släkte av korsblommiga växter med cirka 10 arter. De förekommer naturligt i huvudsak i medelhavsområdet. Av vissa arters frön görs kryddsåsen senap. Dessa växter härstammar från medelhavsländerna, men odlas även i andra länder i Europa, exempelvis Sverige, samt i USA och Kanada.
Svartsenap och sareptasenap är inte Sinapis-arter, utan förs till kålsläktet (Brassica) och har de vetenskapliga namnet Brassica nigra respektive Brassica juncea.

## Bildgalleri

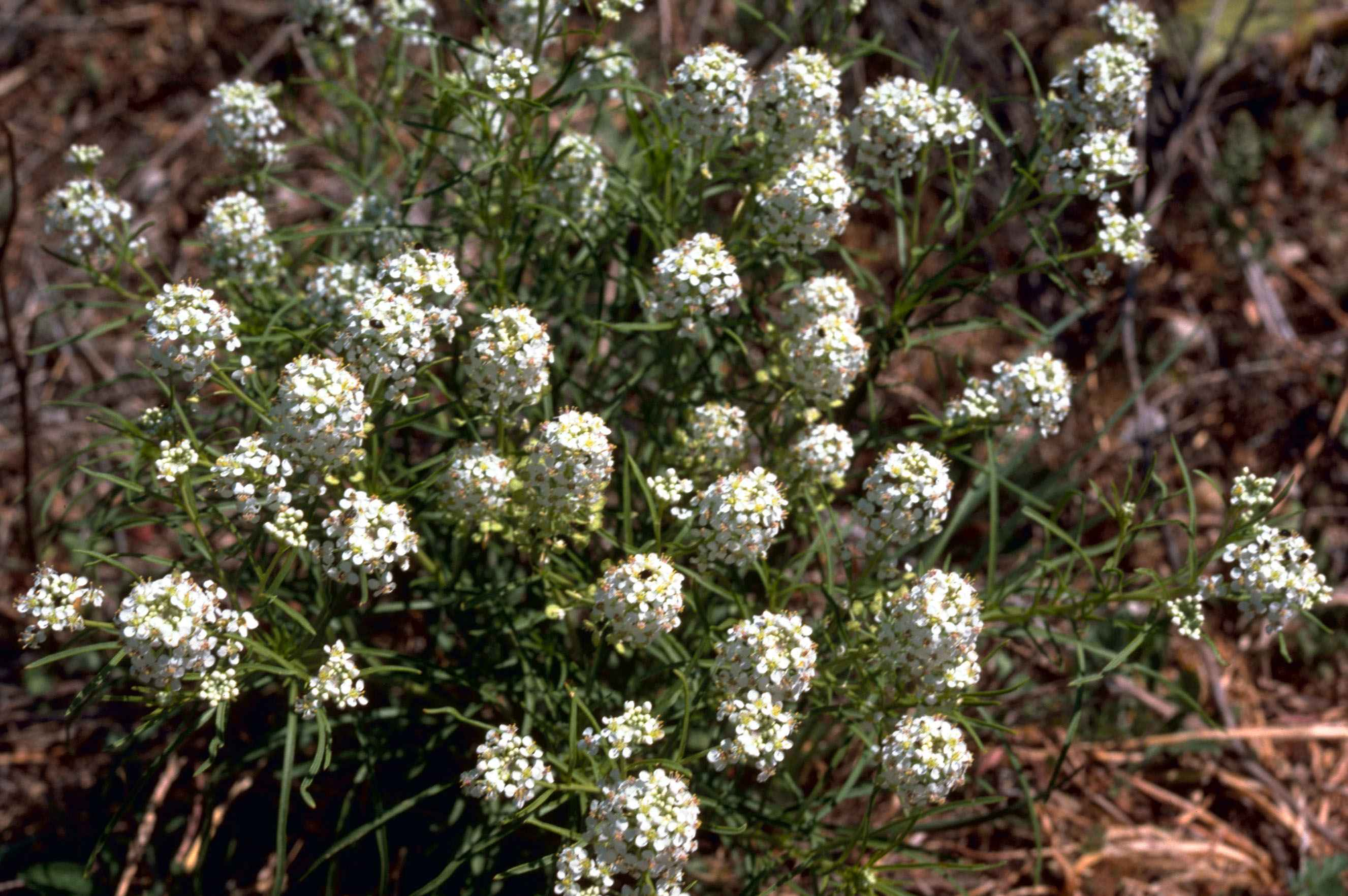
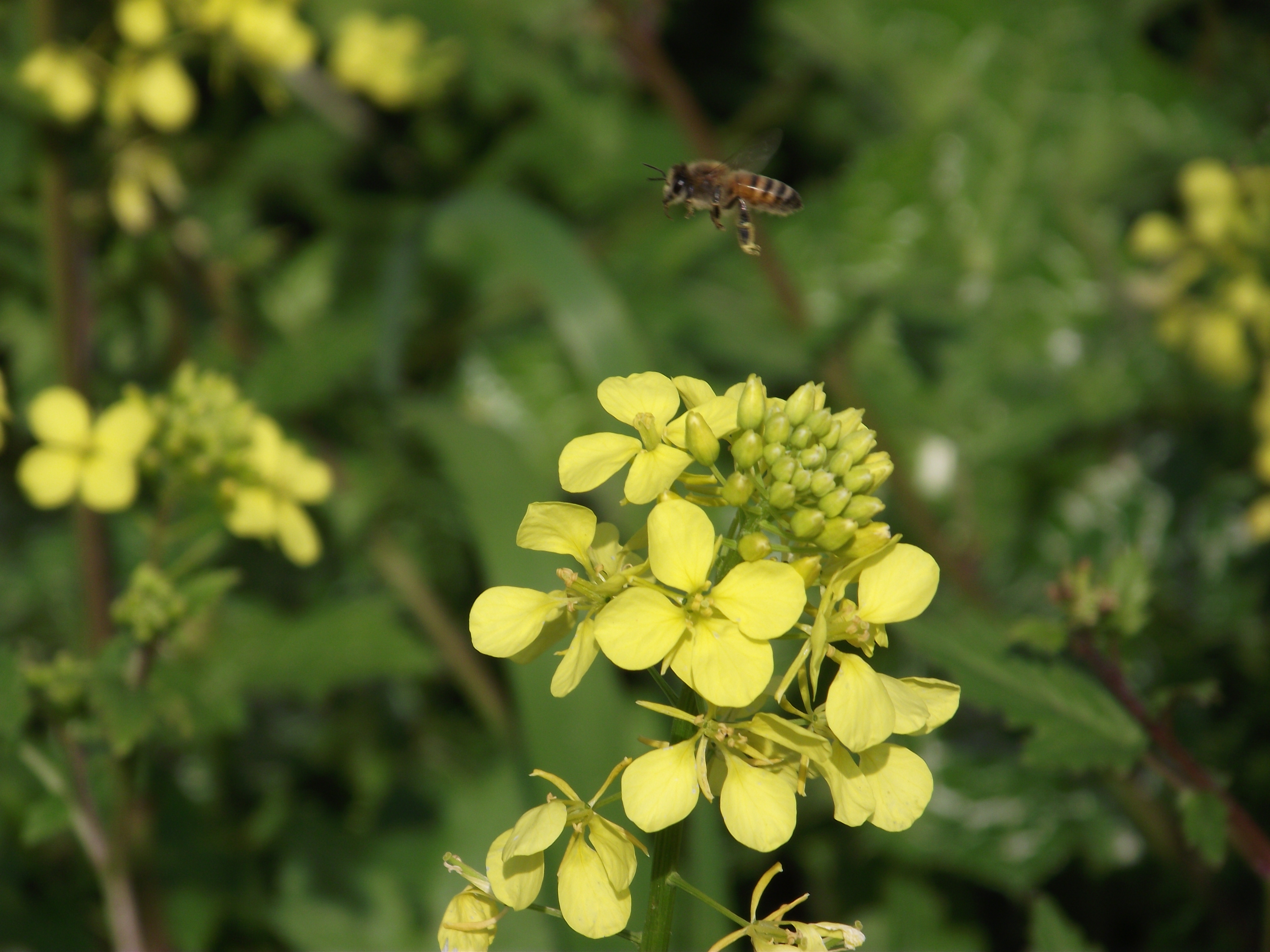
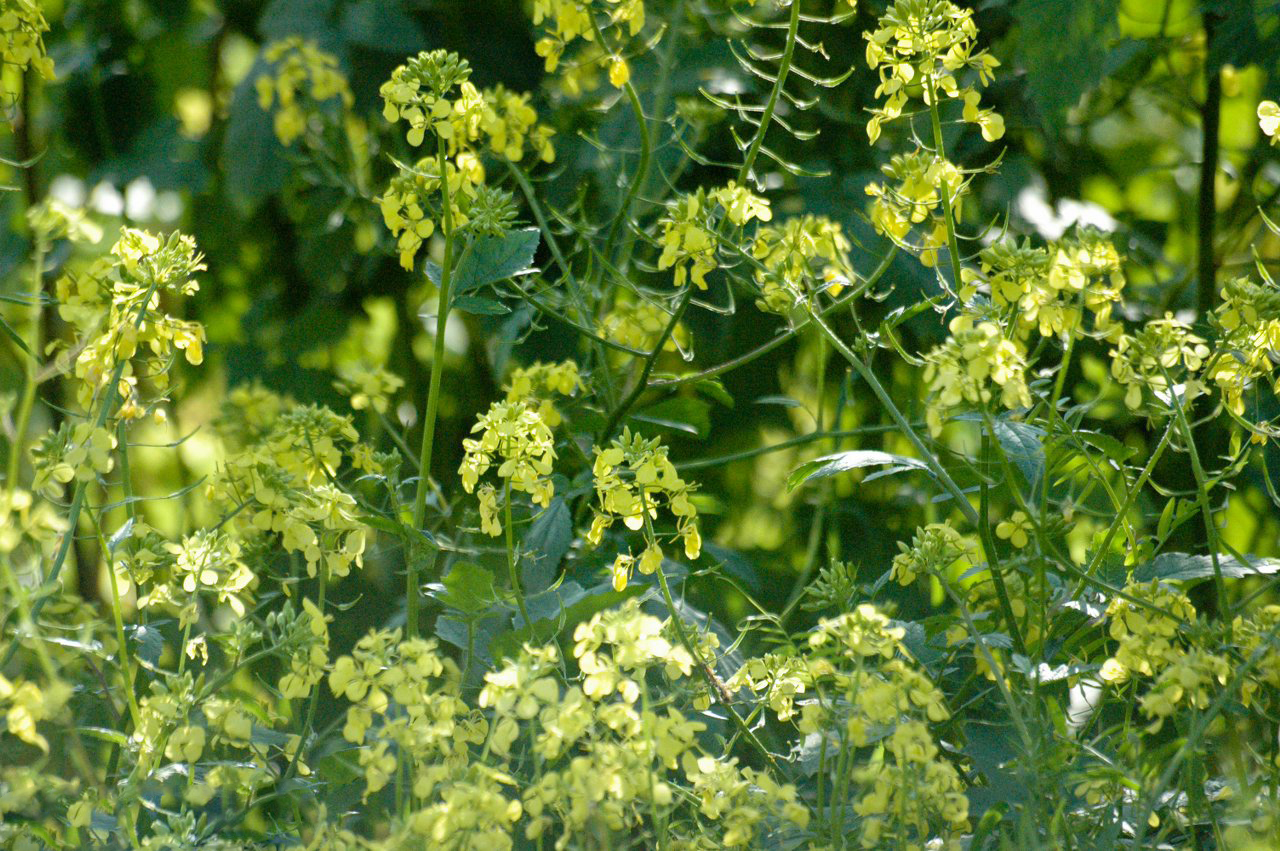
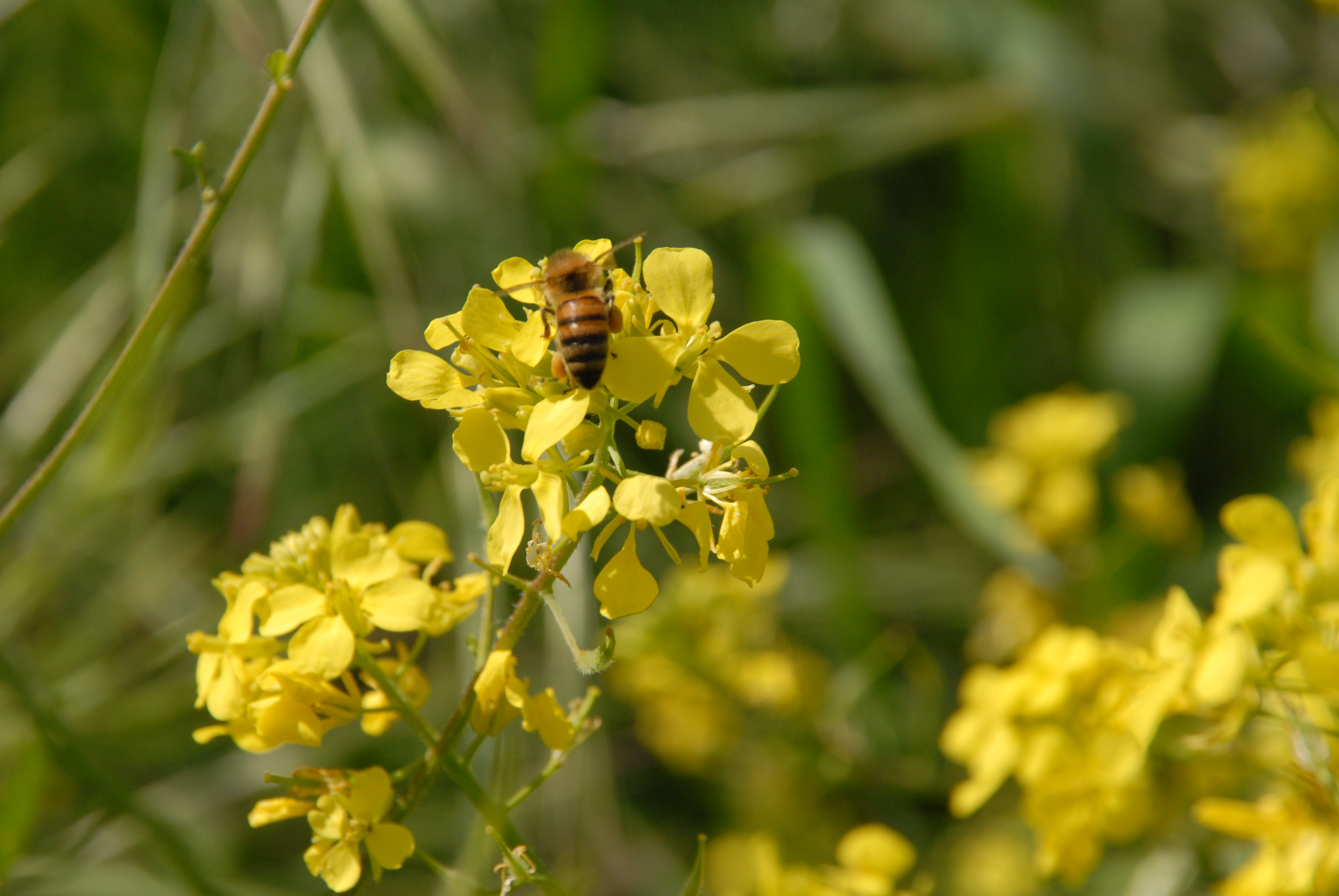
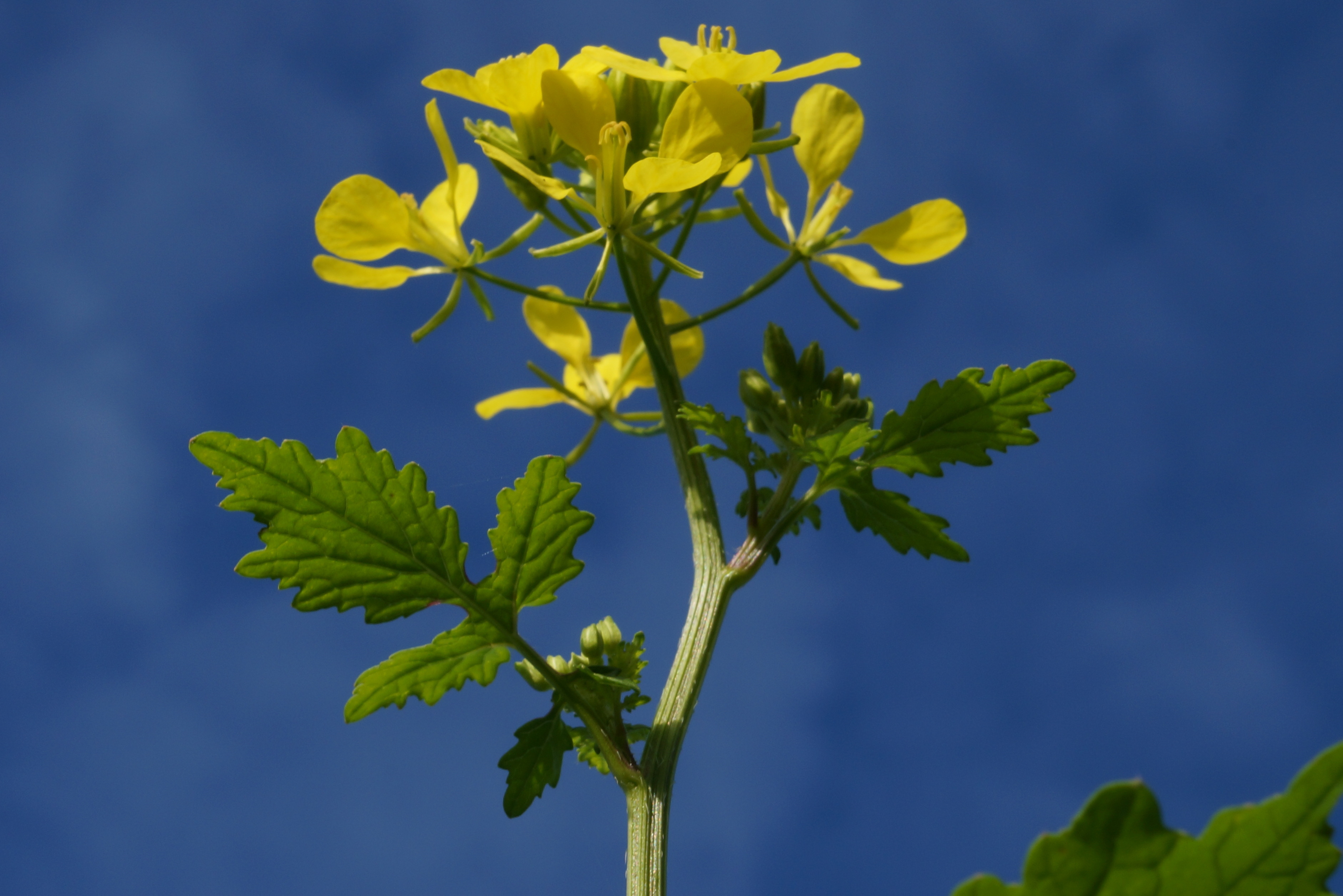
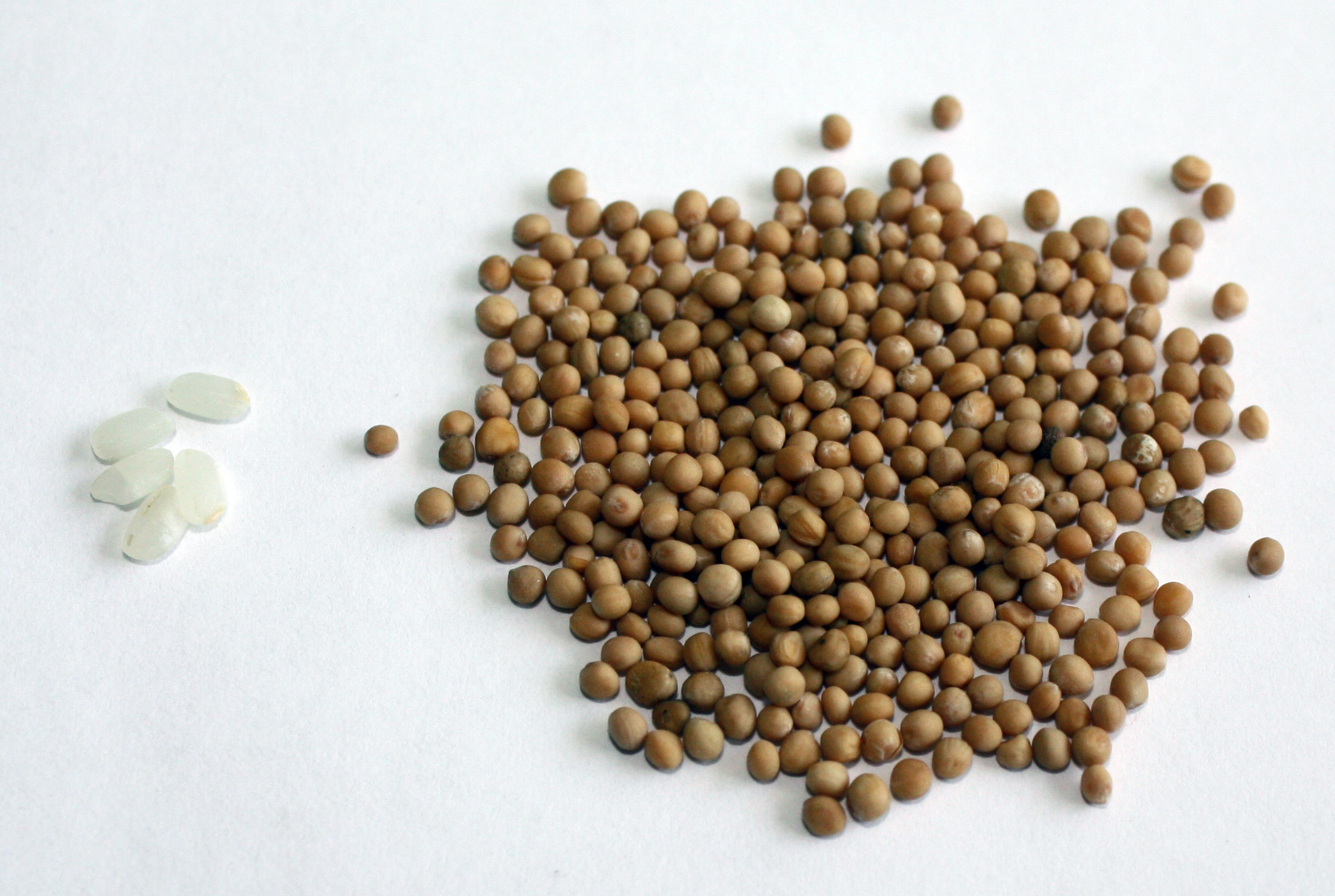

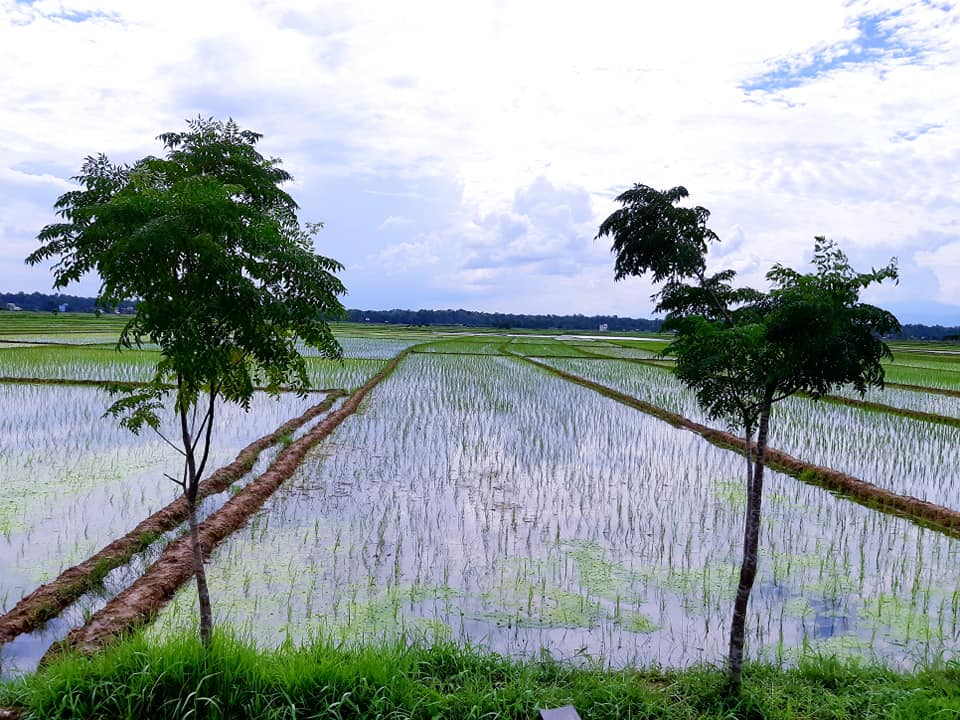
Senaps- och risfält i Nepal

## Arter inom släktet enligtCatalogue of Life[2]
- S. alba (vitsenap)
- S. arvensis (åkersenap)
- S. flexuosa
- S. incana
- S. pubescens